# Glitz (canal de televisión)
Glitz (estilizado como glitz*) fue un canal de televisión por suscripción latinoamericano propiedad de Warner Bros. Discovery, enfocado en entretenimiento local para todo público de la audiencia latinoamericana, reúne los formatos y géneros más reconocidos de la televisión abierta.

## Historia
Glitz inició sus transmisiones el 1 de mayo de 2011, sustituyendo a la versión local de Fashion TV, después de que el acuerdo de licencia entre el canal francés y Turner Broadcasting System terminara ese mismo año. En sus inicios, la programación estuvo enfocada a la mujer latinoamericana, al estilo de vida e incluyó: películas, series, conciertos, talk shows, realities, biografías y contenidos originales, incluso manteniendo un pequeño enfoque en la moda, programación predominante de su predecesor.
El 3 de noviembre de 2014, Turner Latin America firmó una alianza con Cisneros Media, para que dicha compañía supervisara las operaciones, programación y desarrollo de contenidos para las señales de Glitz, teniendo los derechos exclusivos para transmitir la programación original de Cisneros, incluyendo nuevas producciones y franquicias, además de telenovelas y teleseries. Con el correr del año, paulatinamente comenzaron a incluirse telenovelas y programas de variedades venezolanos y mexicanos de producciones originales de Venevisión, Cisneros Media y Televisa.
A partir de 2016, se estrenaron producciones colombianas producidas por Caracol Televisión, dejando así de ser un canal enfocado en el estilo de vida y la moda, y a la vez dejando de transmitir también series estadounidenses. 
En Brasil cesó sus transmisiones el 5 de abril de 2016.
El 21 de diciembre de 2023, Liberty Costa Rica anunció en un comunicado que el canal cesaría sus transmisiones el 29 de febrero de 2024, sumado a I.Sat y Much, por decisión de Warner Bros. Discovery Latin America. 